# Kateřina Baďurová
Kateřina Baďurová (Ostrava, 18 dicembre 1982) è un'astista ceca, primatista nazionale outdoor della specialità.

## Biografia
Fino al febbraio 2012 ha detenuto anche il record ceco indoor, allorché le fu sottratto da Jiřina Ptáčníková.
Ha partecipato ai Giochi olimpici estivi di Atene 2004 ed Pechino 2008.

## Record nazionali
- Salto con l'asta: 4,75 m ( Osaka, 28 agosto 2007) - attuale detentrice.[2]
- Salto con l'asta indoor: 4,65 m ( Praga, 14 febbraio 2007) - detenuto sino al 12 febbraio 2012.[1]

## Palmarès
| Anno | Manifestazione  | Sede    | Evento           | Risultato      | Prestazione | Note             |
| ---- | --------------- | ------- | ---------------- | -------------- | ----------- | ---------------- |
| 2007 | Mondiali        | Osaka   | Salto con l'asta | Argento        | 4,75 m      | Record nazionale |
| 2008 | Giochi olimpici | Pechino | Salto con l'asta | Qualificazione | nm          |                  |